# Osman El-Sayed
Osman El-Sayed (Alejandría, Egipto, 28 de febrero de 1930 - 21 de abril de 2013) fue un deportista egipcio retirado especialista en lucha grecorromana donde llegó a ser subcampeón olímpico en Roma 1960.

## Carrera deportiva
En los Juegos Olímpicos de 1960 celebrados en Roma ganó la medalla de plata en lucha grecorromana estilo peso mosca, tras el rumano Dumitru Pârvulescu (oro) y por delante del iraní Mohammad Paziraei (bronce).